# Kelso Mountains
Le Kelso Mountain sono una catena montuosa che si trova a nord della piccola comunità di Kelso e delle Kelso Dunes, all'interno della riserva naturale denominata Mojave National Preserve nella Contea di San Bernardino in California.
La città di Baker si trova circa 29 km a nord-ovest dalla catena montuosa, il cui picco detto Kelso Peak raggiunge i 1452 m.